# FEVE 2300

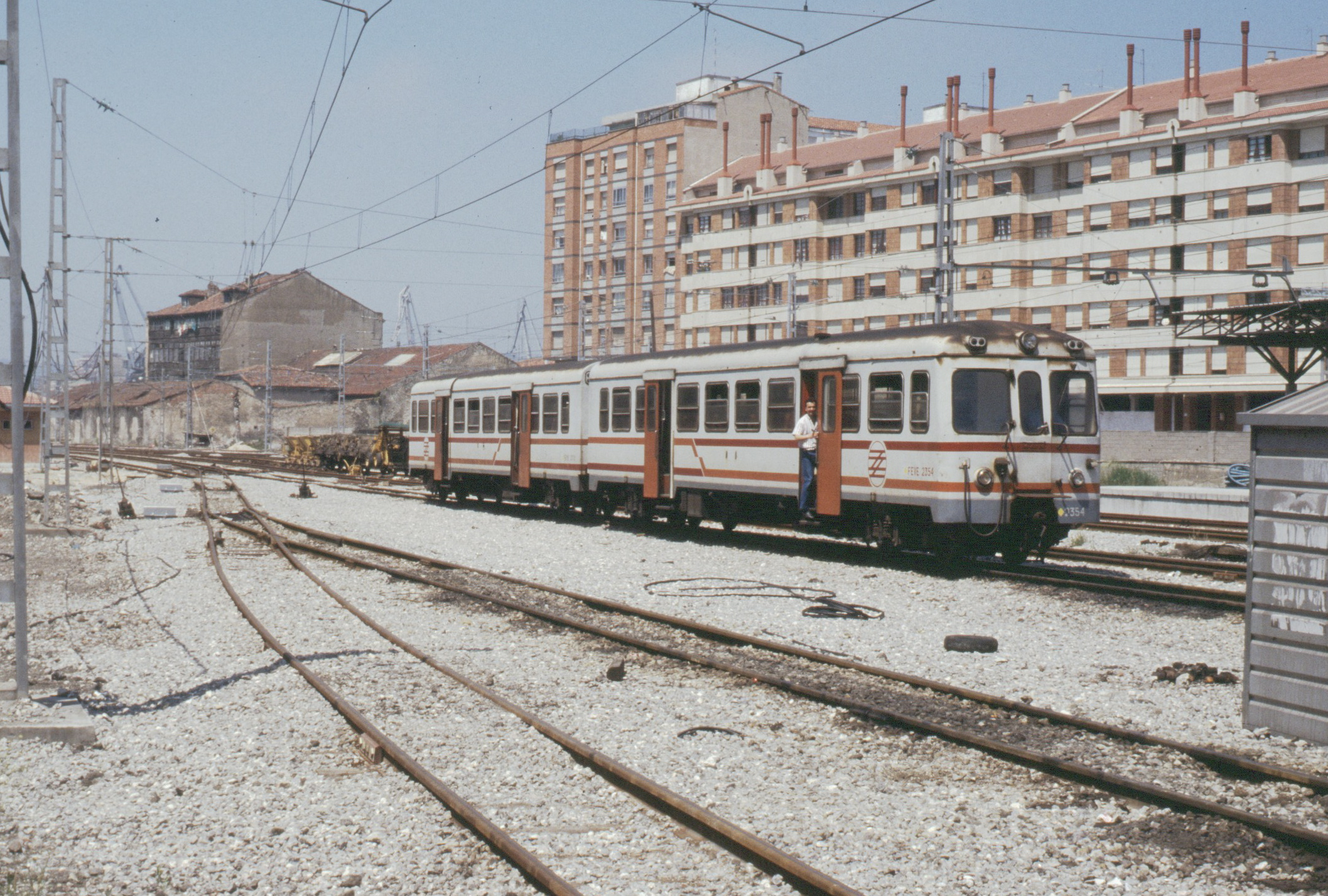
Modernisierter Dieseltriebzug der Baureihe 2300 in den Farben des FEVE-Nordnetzes im Bahnhof Cercanías in Gijón, 1988

Die Baureihe 2300 ist ein schmalspuriger Dieseltriebwagen der spanischen Eisenbahngesellschaft Ferrocarriles de Vía Estrecha (FEVE).

## Vorgeschichte

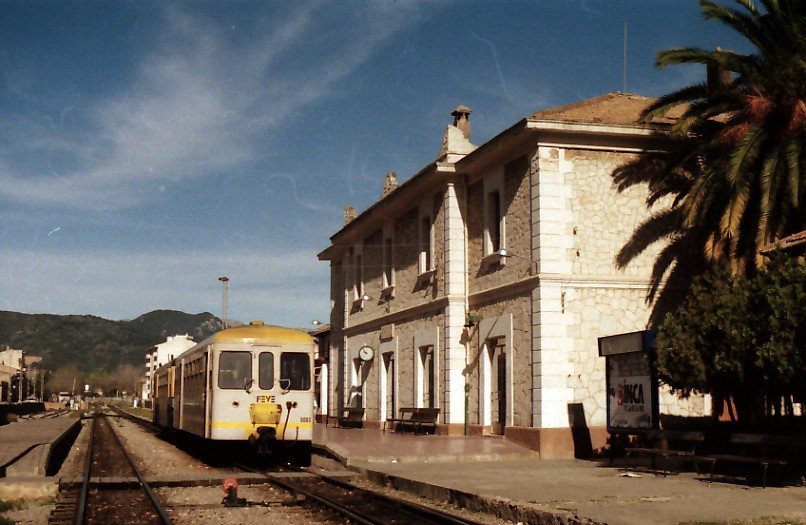
Ferrostaal-Beiwagen in Inca auf Mallorca, 1990

Aufgrund des Ausgangs des Spanischen Bürgerkriegs und der daraus resultierenden franquistischen Diktatur waren die Importmöglichkeiten Spaniens stark eingeschränkt. So konnten beispielsweise keine Schienenfahrzeuge aus dem benachbarten Frankreich erworben werden. Die historische Verbindung mit Deutschland, das die rechtsgerichteten Putschisten unter General Francisco Franco unterstützt hatte, machte es jedoch möglich, dort Triebwagen in Auftrag zu geben.
1954 hatte die spanische Staatsbahn Red Nacional de los Ferrocarriles Españoles (RENFE) für ihr Breitspurnetz (Spurweite 1676 Millimeter) bei der Waggonfabrik Uerdingen einen dreiteiligen Zug aus einem zweimotorigen Dieseltrieb- und zwei Beiwagen erworben. Von 1962 bis 1964 lieferte Uerdingen an die RENFE 30 Gliedertriebzüge mit Faltenbalg-Übergängen auf der Basis der DB-Baureihe VT 98, die als RENFE-Baureihe 591 eingeordnet wurden. 30 baugleiche Züge entstanden in einheimischer Fabrikation in Lizenz. Die Fahrzeuge hatten zwei unterflurig angebrachte Büssing-Dieselmotoren des Typs U 10 und ein mechanisches Sechs-Gang-Getriebe, das von der ZF Friedrichshafen AG geliefert wurde.
Für das Meterspurnetz griff man ebenfalls auf deutsche Konstruktionen zurück. 1957 wurden von Ferrostaal Triebwagen der Baureihe 2000 und zugehörige Beiwagen geliefert.

## Geschichte und Beschreibung

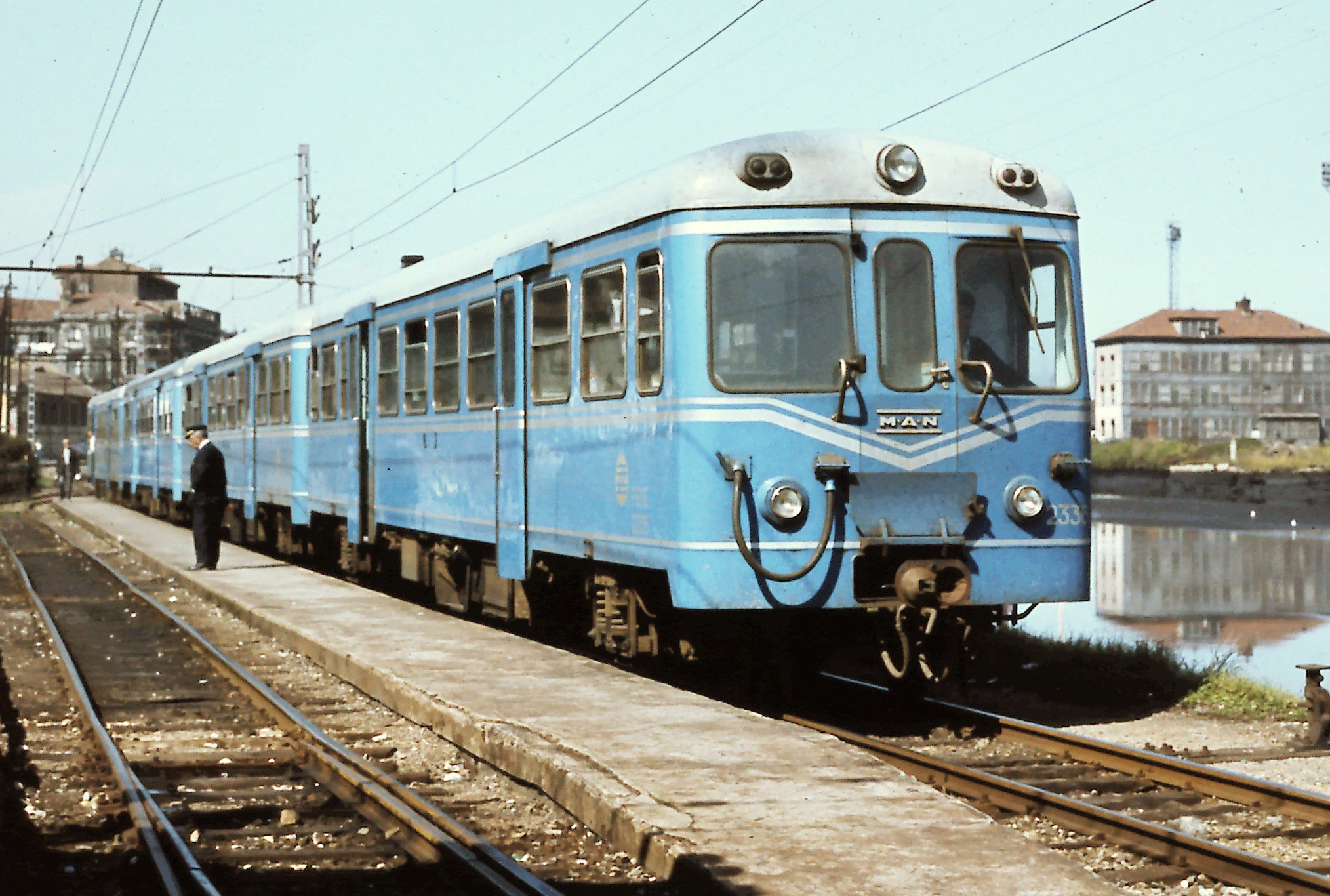
MAN-Dieseltriebwagen der Baureihe 2300 in Avilés, 1977

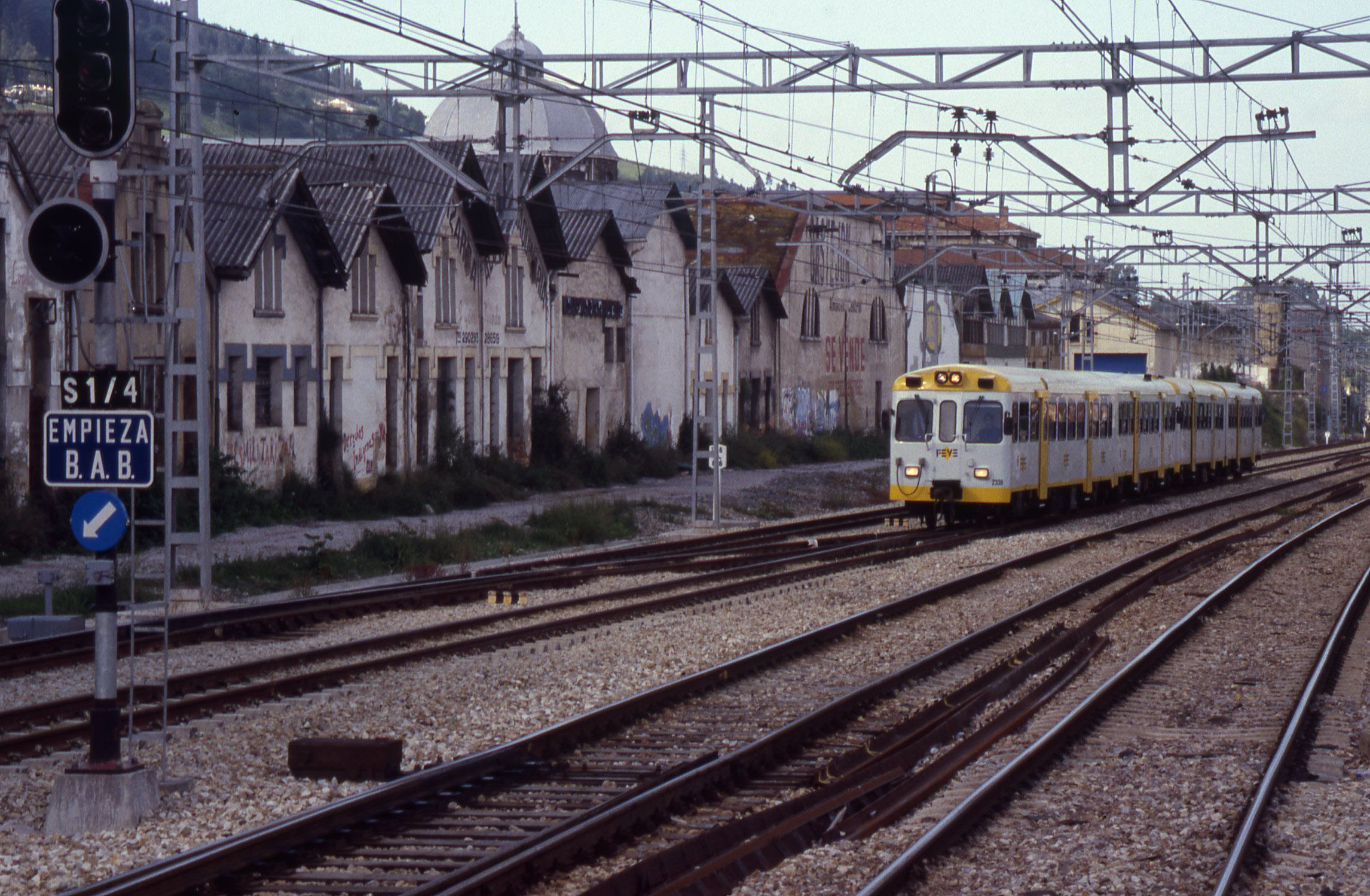
Zwei Doppeltriebwagen der Baureihe 2300 in Oviedo, 1999

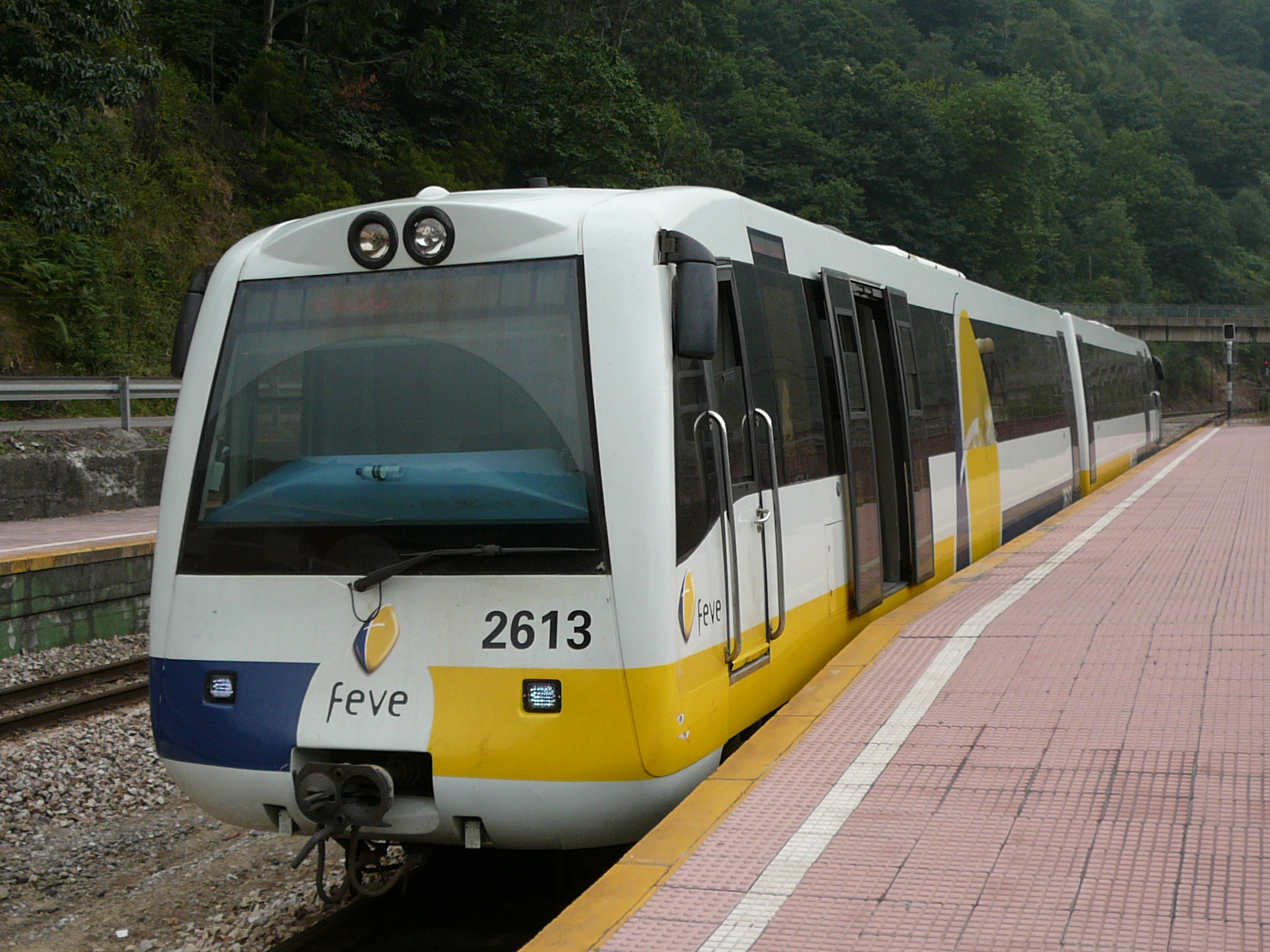
Doppeltriebwagen der Baureihe 2600 (Umbau der Baureihe 2300) im Bahnhof Ablaña in Mieres

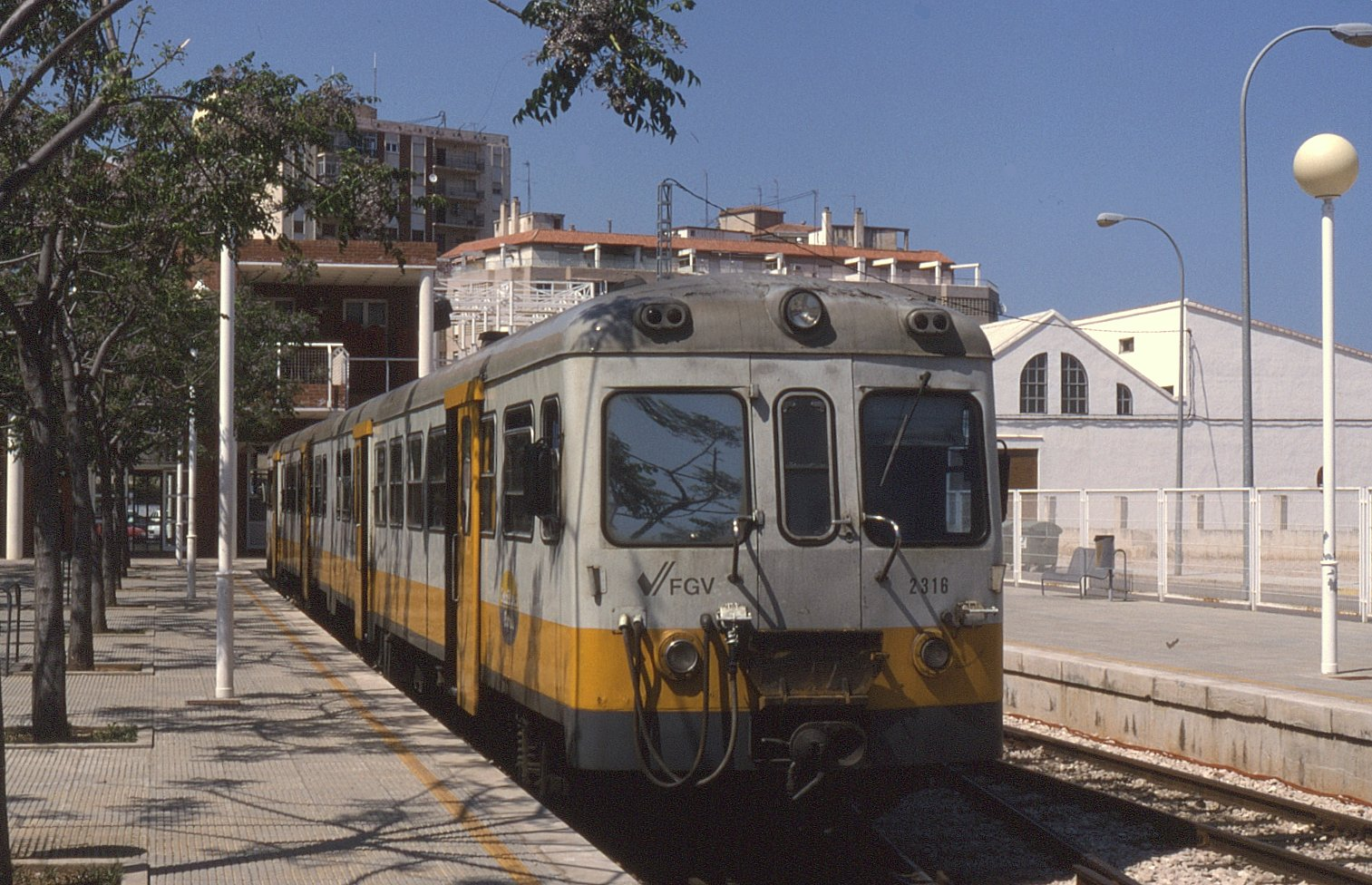
Doppeltriebwagen 2316/2315 der FGV in Dénia vor dem Umbau zur Baureihe 2500, 1997

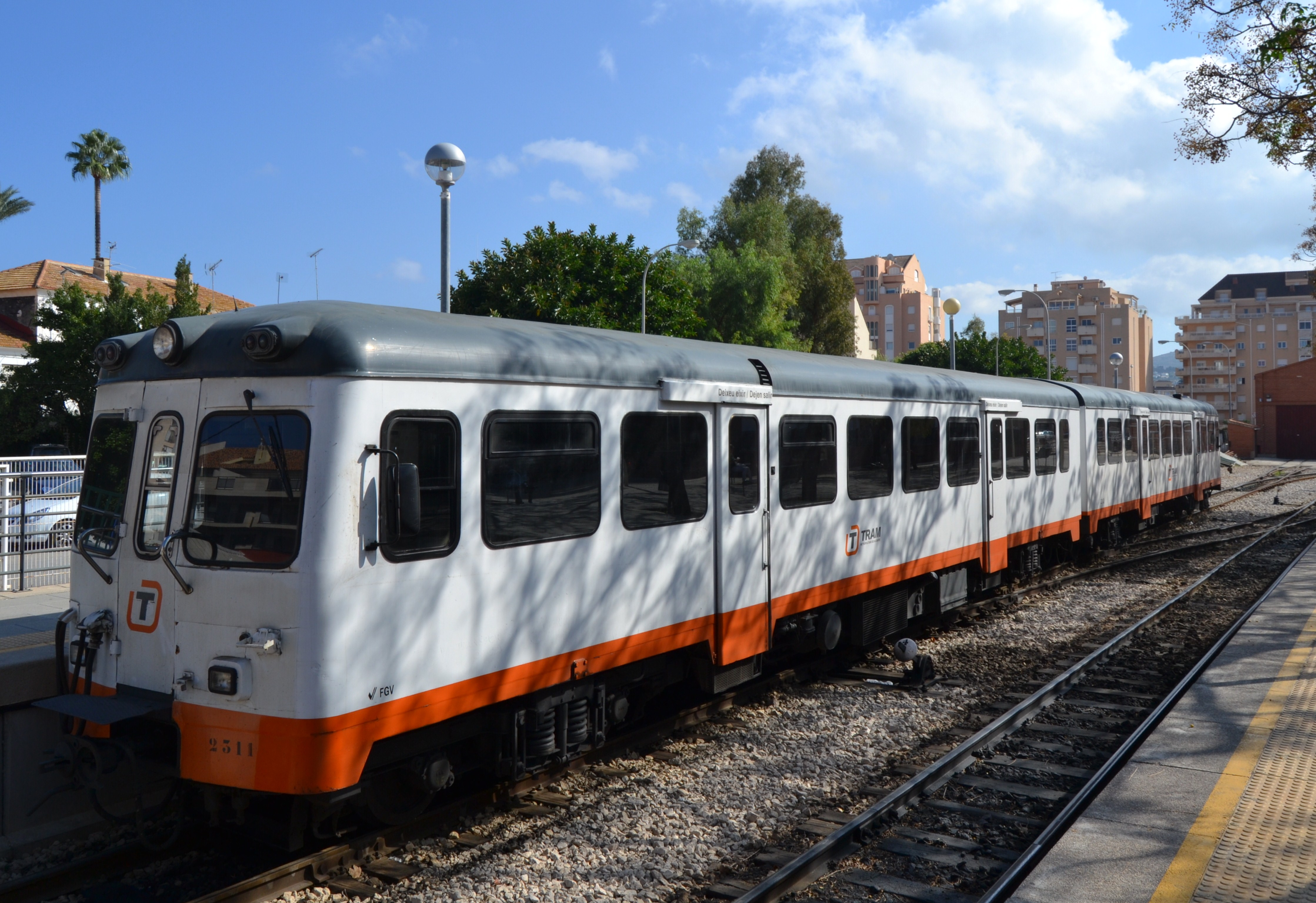
Nicht modernisierter 2311/2312 der FGV in Dénia, 2014

1965 folgte ein Auftrag an die Maschinenfabrik Augsburg-Nürnberg (MAN) über 20 meterspurige einmotorige Dieseltriebwagen für die FEVE, deren Äußeres an die Ferrostaal-Wagen angelehnt war. Sie wurden im folgenden Jahr ausgeliefert und als Baureihe 2300 bezeichnet. Als Lizenzbauten entstanden bis 1968 bei Euskalduna, Material Móvil y Construcciones (MMC) und Aplicaciones Técnicas Industriales weitere 49 Trieb- und dazu 26 Beiwagen. Der Sechs-Zylinder-Viertakt-Dieselmotor der Triebwagen hatte eine Leistung von 210 PS, die Kraftübertragung erfolgte hydrodynamisch über ein Getriebe des Typs Diwa 501 US. Damit wurde eine Höchstgeschwindigkeit von 80 km/h erreicht. Der Fahrgastraum war in drei Abteile gegliedert und wies 60 Sitzplätze auf. Den Farben der Explotación de Ferrocarriles por el Estado (EFE), dem Vorgänger der FEVE, entsprechend wurden die Fahrzeuge in zwei Grüntönen lackiert.
Zunächst erhielt die FEVE 26 Trieb- und 20 Beiwagen, die die Betriebsnummern 2301 bis 2316 bzw. 5301 bis 5320 bekamen. Sie waren hauptsächlich für den Einsatz auf der Magistrale Santander–Bilbao und deren Zweigstrecken sowie der Bahnstrecke Málaga–Fuengirola gedacht. Die in den 1980er Jahren in der FEVE aufgegangene Compañía de los Ferrocarriles Económicos de Asturias erhielt vier Trieb- (MZ 1 bis MZ 4) und zwei Beiwagen (RAY 1 und RAY 2). Acht Trieb- (MC 20 bis MC 27) und vier Beiwagen (RAC 1 bis RAC 4) gingen an die Compañía del Ferrocarril Cantábrico, weitere 20 Triebwagen (3101 bis 3120) an die Ferrocarriles Catalanes, wo sie als Baureihe 3000 bezeichnet wurden. 1973 liefen auf den spanischen Meterspurbahnen schließlich 84 Triebwagen dieser Bauart.
Bereits Ende der 1960er Jahre wurden die ersten Fahrzeuge im hellen Blau der FEVE lackiert. 1972 übernahm die FEVE die kantabrischen und asturischen Netze und deren Fahrzeuge. Somit verfügte sie 1973 über 73 Triebwagen der Baureihe 2300, die in den 1970er Jahren ältere Fahrzeuge der französischen Firmen Billard und Brissonneau et Lotz ersetzten. Die Beiwagen 5314 und 5316 erhielten in jener Zeit ein Postabteil und ein Abteil der 1. Wagenklasse.

## Umbauten
Ab 1983 begann der erste Umbau der Triebwagen durch B.W.E. (Babcock-Wilcox Española), CAF (Construcciones y Auxiliar de Ferrocarriles) und MACOSA (Material y Construcciones S.A.). Die Fahrzeuge erhielten Motoren von Pegaso vom Typ 9152/2 mit einer Leistung von 210 PS und eine neue Innenausstattung. 66 Fahrzeuge wurden dauerhaft zu 33 Einheiten gekuppelt, z. B. Wagen 2339 mit Wagen 2356. Dabei entfielen zwei Führerstände, stattdessen wurde ein fester Übergang eingebaut. Lediglich sieben Triebwagen verblieben als Einzelfahrzeuge. Die Livrée der Fahrzeuge wurde in Creme, mit je nach Einsatzgebiet farblich unterschiedlichen Längsstreifen unterhalb des Fensterbands, geändert. Der Schriftzug MAN an den Treibwagenfronten wurde entfernt und zum Teil durch die Dreibuchstabenabkürzung B.W.E. ersetzt. Alle 26 Beiwagen wurden in Reisezugwagen umgebaut.
Die nun weitgehend als Doppeltriebwagen verkehrenden Fahrzeuge gaben wichtige Verkehre an die jüngere Baureihe 2400 ab, ersetzten ihrerseits aber Altwagen, u. a. solche von Ferrostaal auf Mallorca. Im Januar 1987 gab die FEVE acht Einheiten an die Ferrocarriles de la Generalitat Valenciana (FGV), 1994 drei weitere Einheiten sowie zwei Einzeltriebwagen an die Serveis Ferroviaris de Mallorca (SFM) ab. 
Da sich die Pegaso-Motoren nicht bewährten, wurden sie bald gegen 220 PS starke Motoren von Volvo getauscht. Weitere Verbesserungen kamen hinzu, so ließ die FEVE bei ihren Triebwagen Scheibenbremsen einbauen und begann, die Wagenkästen weiß und gelb zu lackieren. Ende der 1998 fiel der Beschluss, zunächst eine der Einheiten vollständig umzubauen. In der Folge geschah dies auch bei den übrigen FEVE-Triebwagen: Unter Einbeziehung eines Beiwagens entstanden zwölf Diesel-Doppeltriebwagen, die die neue Baureihe 2600 bildeten, und zwölf elektrische Doppeltriebwagen, die zur Baureihe 3600 wurden.
Unter Verwendung von vier Ferrostaal-Triebwagen, die zu unmotorisierten Beiwagen umgebaut wurden, entstanden zwischen 1984 und 1988 für die Ferrocarriles Catalanes aus Triebwagen von deren Baureihe 3000 vier Dreiwagen-Triebzüge aus zwei Trieb- und einem Zwischenwagen. Die weiß und orange lackierten Fahrzeuge erhielten 1990 neue Drehgestelle und 1993 neue MAN-Motoren.
Die acht Doppeltriebwagen der FGV wurden auf der Strecke von Alicante nach Dénia eingesetzt. 1991 wurden die FGV-Fahrzeuge bei CAF in Irún erneut umgebaut (geändertes äußeres Erscheinungsbild, Haltewunschtaster, Fahrradabteil), umnummeriert und mit einem Pegaso-Motor vom Typ 96ª4Z 41190 mit 200 PS ausgestattet. Sei behielten aber ihre Bremsanlage (2 Knorr-Bremszylinder pro Drehgestell, auf die Laufflächen wirkende Bremsklätze). Unklar ist, ob bei diesem Umbau auch die neuen Wagenkästen eingebaut worden, oder ob dies, so eine andere Quelle, erst 2005/2006 erfolgte. 1998 wurde erneut remotorisiert, diesmal mit Motoren von MAN (D 2866 UH) mit einer Leistung von 245 PS. Gleichzeitig wurden auch insgesamt 10 Klimageräte mit einer Kühlleistung von 5.000 kcal/h eingebaut, eine für jeden Führerstand, der Rest für die Fahrgasträume. Sechs davon wurden bei einem weiteren Umbau in den Jahren 2005 und 2006 weitgehend der FEVE-Baureihe 2600 angeglichen, behielten aber ihre MAN-Motoren, und liefen fortan als Baureihe 2500 auf der Strecke von Benidorm nach Dénia.

## Verbleib
Einen Doppeltriebwagen verlor die FEVE 1994 bei einem Unfall in einem Tunnel in Vega de Anzo. 
Die Mallorca-Fahrzeuge wurden 1997 nach Argentinien an die Servicios Ferroviarios del Chaco verkauft.
1997 wurden zwei der für die Ferrocarriles Catalanes gebauten Drei-Wagen-Züge an die FGV abgegeben. Die beiden anderen gingen später an die FEVE, wo sie in den Farben Weiß, Blau und Gelb lackiert als Baureihe 2350 zwischen Baiña und Collanzo eingesetzt wurden. Im März 2013 wurden diese beiden nach Peru weiterverkauft.
Vier der von der FGV zur Baureihe 2500 umgebauten Züge wurden 2017 noch eingesetzt. Von den beiden nicht umgebauten Einheiten verblieb eine (2311/2312) bis 2016 im Betrieb, die andere wurde als Ersatzteilspender genutzt. Seit Januar 2025 sind alle auf der Strecke zwischen Alicante und Dénia eingesetzten Dieseltriebwagen nicht mehr im planmäßigen Einsatz.

## Technische Daten
Zumindest der FGV-Fahrzeuge:
- Leistung: 2 × 184 kW (250 PS)[3] bzw. 4 × 163 kW (222 PS) bei 2.200/min[2]
- Getriebe: hydraulisches Getriebe Voith 506[2]
- Höchstgeschwindigkeit: 80 km/h[2][3]
- Masse: leer 42 t,[2] beladen 54 t[3]
- Länge Wagenkasten: 2 × 17.500 mm[3] bzw. 34.920 mm[2]
- Breite: 2.570 mm[3] bzw. 2.450 mm[2]
- Höhe: 3.670 mm[3] bzw. 3.405 mm[2]
- Kapazität: 259 Personen,[3] 72 Sitzplätze[2]
- Raddurchmesser: 750 mm[2]
- Reiochweite: 700 km[2]